# 雙斑斯坦達脂鯉
雙斑斯坦達脂鯉（学名：Steindachnerina bimaculata），為輻鰭魚綱脂鯉目脂鯉亞目無齒脂鯉科的其中一個種，分布於南美洲亞馬遜河及奧里諾科河流域。體長可達13.3公分，棲息在水塘中底層水域，以生活習性不明，可做為食用魚。